# パライストラ
パライストラ（palaestra、古代ギリシア語: παλαίστρα）は、古代ギリシアのレスリング学校または練習場。あまり大きなスペースを必要としないボクシングやレスリングなどの練習を行った。パライストラは公共のギュムナシオンの一部として存在することもある。パライストラは単独のものもあったが、ギュムナシオンには必ずパライストラが存在した。

## 建築
ギリシア建築としてのパライストラには若干のバリエーションはあるが、標準的な設計が存在する。パライストラにはコロネードに囲まれた中央の四角い庭があり、いくつかの部屋がそこに隣接している。部屋には様々な機能のものがあり、浴室、球技場、更衣室、座談室、記録室、教員室、油やゴミや運動器具の保管室などがあった。
ウィトルウィウスの『建築について』は、この種の建築物についての重要な文献であり、彼が“palaistra, Greek-style”と称する建築物についても詳細に記している。彼は紀元前27年にそれを書いたので、その記述は必ずしも遺跡と一致しないこともあるが、その記述がこの種の建築物の一般的設計と用途への洞察を提供する。ウィトルウィウスによれば、パライストラは正方形または長方形で、4面すべてにコロネードがあり、ポルチコを形成していた。北面のポルチコは他の2倍の幅があり、天候に対する保護の役目を持っていた。他の3面にはエクセドラがあり、座席があって知的な会話を楽しむ場所になっていた。北面には、若者用のエリア（ephebeum）、サンドバッグエリア（coryceum）、身体に塗った油を粉を付けることで落とす部屋（conisterium）、冷浴室、油の保管室（elaeothesium）があった。
パライストラの主な例は、オリンピアとデルポイにある。